# Armthorpe
Armthorpe est un village situé dans le Yorkshire du Sud, en Angleterre. Sa population est de 12 630 habitants.